# Arthur Wood
Arthur Nicholas Lindsay Wood (29 de marzo de 1875-1 de junio de 1939) fue un deportista británico que compitió en vela en la clase 8 Metre. Participó en los Juegos Olímpicos de Londres 1908, obteniendo una medalla de oro en la clase 8 Metre.

## Palmarés internacional
| Juegos Olímpicos | Juegos Olímpicos      | Juegos Olímpicos | Juegos Olímpicos |
| Año              | Lugar                 | Medalla          | Clase            |
| ---------------- | --------------------- | ---------------- | ---------------- |
| 1908             | Londres (Reino Unido) | Medalla de oro   | 8 Metre          |